# Casaloldo
Casaloldo là một đô thị tại tỉnh Mantova trong vùng Lombardia của Italia, có vị trí cách khoảng 110 km về phía đông của Milano và khoảng 25 km về phía tây bắc của Mantova. Tại thời điểm ngày 31 tháng 12 năm 2004, đô thị này có dân số 2.436 người và diện tích là 16,8 km².
Casaloldo giáp các đô thị: Asola, Castel Goffredo, Ceresara, Piubega.